# 加斯帕·诺
加斯帕·諾埃（西班牙語：Gaspar Noé，1963年12月27日—），阿根廷裔電影導演，主要在法國發展電影事業。

## 生平
加斯帕·諾埃的父親是阿根廷畫家、作家路易斯·飛利浦·諾埃；1976年，加斯帕·諾埃全家為了躲避阿根廷國內政治的動盪，舉家移民至美國；後來加斯帕在法國完成學業。
1998年他完成第一部劇情長片《獨自站立》。他曾以《不可逆轉》（2002年）與《嗑到荼蘼》（2009年）兩度進入坎城影展正式競賽單元。
2015年，他完成3D情慾電影《性本愛》，電影裡面演員真槍實彈性交、射精，於第68屆坎城影展首映時引起討論。

## 電影作品
- 1991年：《馬肉》（Carne）
- 1998年：《獨自站立（法语：Seul contre tous (film, 1998)）》（Seul contre tous）
- 2002年：《不可逆轉》（Irréversible）
- 2009年：《嗑到荼蘼》（Enter the Void）
- 2015年：《性本愛（英语：Love (2015 film)）》（Love）
- 2018年：《高潮（法语：Climax (film, 2018)）》（Climax）
- 2019年：《永恆之光（法语：Lux Æterna (film)）》（Lux Æterna）
- 2021年：《漩渦（法语：Vortex (film, 2021)）》（Vortex）

## 外部連結
- 加斯帕·诺在互联网电影资料库（IMDb）上的資料（英文）
- Interview with Gaspar Noé about 'Enter the Void' Part 1 (Spanish) （页面存档备份，存于）
- Interview with Gaspar Noé about 'Enter the Void' Part 2 (Spanish) （页面存档备份，存于）
- 2014 Bomb Magazine discussion between Matthew Barney & Gaspar Noé （页面存档备份，存于）